# Advanced Dungeons & Dragons: Heroes of the Lance
Advanced Dungeons & Dragons: Heroes of the Lance este un joc video lansat în 1988 pentru Amiga, Amstrad CPC, Atari ST, Commodore 64, MS-DOS, MSX, NES, Sega Master System, ZX Spectrum de către U.S. Gold si publicat de Strategic Simulations, Inc. Jocul se bazează pe romanul Dragons of Autumn Twilight scris de Margaret Weis și Tracy Hickman și bazat pe un modul de joc Dungeons & Dragons (D&D).

## Personaje
Cei opt eroi care alcătuiesc grupul de joc sunt:
- Goldmoon, o prințesă care ține Toiagul de Cristal Albastru, un artefact ale cărui puteri încearcă să le înțeleagă pe deplin.
- Sturm Brightblade, un cavaler puternic și solemn.
- Caramon Majere, un războinic care compensează lipsa de inteligență cu putere pură și pricepere de luptă.
- Raistlin Majere, fratele geamăn al lui Caramon; un mag viclean și genial, dar fragil.
- Tanis Half-Elven, „conducătorul natural” al eroilor și priceput cu arcul.
- Tasslehoff Burrfoot, un kender, hoț de buzunare. El luptă cu o armă sling cunoscută sub numele de „hoopak”.
- Riverwind, logodnicul lui Goldmoon. Este un războinic nobil și înțelept.
- Flint Fireforge, un războinic pitic.